# دهستان کرکوند
دهستان کرکوند نام دهستانی در بخش مرکزی شهرستان مبارکه، استان اصفهان در ایران است. براساس سرشماری مرکز آمار ایران در سال ۱۳۸۵، جمعیت آن ۳۳۴۱ نفر (۸۸۷ خانوار) بوده‌است.